# Кирики
Ки́рики — село в Новосильском районе Орловской области. Входит в Хворостянское сельское поселение.

## География
Расположено в 27 км от Новосиля, в 6 км от сельского административного центра Хворостянки и в 1 км от старой большой дороги из Новосиля в Тулу. Село разделяют небольшие балки с родниками, которые образуют ручей, впадающий в реку Колпёнку в километре от села.

## История
Первоначально селение носило название Домны (от названия простейшей металлургической печи, вырытой в земле), что напоминает о древнем промысле здешних жителей. Второе название Кириллово — от церкви (деревянной клетской) в честь
Кирилла Александрийского. В письменных источниках упоминается в ДКНУ (дозорной книге Новосильского уезда) за 1614—1615 годы. Этот храм по воле помещика генерала Глебова А. И. был перевезён в 1784 году в другое его имение село Суры. Новый каменный во имя св. мучеников Кирика и Иулитты был построен скорее всего в первой половине XVIII столетия, так как в 1748 году он уже упоминается в письменных источниках. Оба храма одно время существовали в селе вместе, но в разных местах. Храмовая икона святых Кирика и Иулитты по преданию обладала чудотворным действием. Приход состоял из самого села и деревень: Маслово, Хворостянки, Варваринки, Глебовки (Оськово) — исчезнувшая деревня, Новая Слободка (Голянка) и Новосергеевки (часть деревни). Была регулярная ярмарка. Имелась земская школа. Название села сохранилось и дошло до нашего времени по новому храму Кирика и Иулитты.

Кирики состоят условно из трёх частей: Дерюжинка (возможно от промысла жителей), Заверх (по расположению) и Поповка (от нахождения в этом месте церкви с домами церковнослужителей). Эти старые названия носят три сельские улицы. В селе находится братское захоронение Советских воинов, погибших в боях с фашистскими захватчиками.

## Население
| 1857 | 1859 | 1915  | 2002 | 2010 |
| ---- | ---- | ----- | ---- | ---- |
| 844  | ↘702 | ↗1103 | ↘113 | ↘84  |